# Képes krónika
A Képes krónika (latinul: Chronicon Pictum) latin nyelven írt krónika, illetve az azt tartalmazó kódex, amely 1360 körül készült Nagy Lajos király utasítására. Szerzője feltehetően Kálti Márk, a székesfehérvári királyi egyház őrkanonoka. A szöveg elejétől a végig egy kéz írása, kalligrafikus könyvírás, minden valószínűség szerint magyar másoló munkája, Kálti Gesta Hunnorum et Hungarorum című kézirata nyomán készítették a scriptorok.
Hóman Bálint történész szerint valamennyi fennmaradt magyar vonatkozású krónika ősforrása a Szent László korában készült, de elvesztett Gesta Ungarorum. Forrásai Regino krónikája, az Altaichi évkönyvek (Annales Altahenses), továbbá az Árpád-ház nemzetségi hagyományai és a Vérbulcsú nemzetség körüli somogy-zalai vidéken lokalizálható dél-dunántúli hagyományok voltak.
Domanovszky Sándor szerint Anonymus művén, a magyar őstörténeti gesztán kívül nincs más magyar történeti ősforrás, de Kézai Simon Gesta Hunnorum et Hungarorum című krónikaszövegéről is sokat vitatkoztak a történészek.
A Képes krónikát ma a budapesti Országos Széchényi Könyvtárban őrzik Clmae 404. jelzeten.
A 15. században 1458–1490 között még Magyarországon volt, Mátyás király udvarában, ezután először Franciaországba, majd Brankovics György szerb despota udvarába került. A 16. századtól a bécsi Udvari (majd Osztrák Nemzeti) Könyvtár állományába tartozott, ezért korábban bécsi Képes krónikának (Chronicon pictum Vindobonense) nevezték. A trianoni békeszerződés és az azt követően 1932-ben megkötött velencei kultúregyezmény eredményeként, 1934-ben került vissza Magyarországra. A velencei kultúregyezmény és a Monarchia felbomlása következtében egyéb magyar kulturális kincsek is visszatérhettek Bécsből Magyarországra, így például ciméliák (Anonymus Gesta Hungaroruma és egyebek) mellett 16 hiteles corvina is az Országos Széchényi Könyvtárba került.
Törzsanyaga 75 (kis)fólió pergamen (kb. 300×210 mm), amelyek elé egy, mögé harmincegy papírlapot kötöttek. Kötése 16. századi papírtáblás fehér bőr, vaknyomásos díszítéssel. Az első pergamenlap üres, a második a címlap. A szöveg a 74. fólión megszakad. Beosztása kéthasábos, teljes szövegtükör esetén 33 soros.
A középkori történelem, művészet- és kultúrtörténet páratlan értékű forrása, a Nekcsei-biblia és a Magyar Anjou-legendárium mellett legbecsesebb kézzel illusztrált művészettörténeti emlékünk a 14. századból.

## A Képes krónika családja
Thuróczy János: A magyarok krónikája - „...Van ugyanis két krónikakötetünk, amely az ő (hunok–magyarok) eredetükről és történetükről ad felvilágosítást, s amelyet – mint feltehető – az egykor megboldogult Károly és Lajos magyar királyok idejében szereztek.”
- Képes krónika (1358)
- Teleki-kódex (1462)
- Csepreghy-kódex (1431)
- Béldi-kódex (15–16. század)
- Thuróczi-krónika (15. század vége)[4]

Az Országos Széchényi Könyvtár (OSZK) mint a Képes Krónika tulajdonosa, a krónika engedély nélküli másolása miatt (kulturális javak engedély nélküli sokszorosítása, jogalap nélküli gazdagodás, jó hírnév megsértése) kártérítést követelt a Nemzeti Kincseinkért Egyesülettől (NKE) 2003-ban. Közjogi értelemben a Kódex kulturális örökség védelméről szóló 2001. évi LXIV. törvény 7. §-ának 4. pontja szerint kulturális javaknak minősül. Ugyanezen törvény 46. §-a alapján a könyvtárakban muzeális dokumentumként őrzött kulturális javak védettnek minősülnek. Az ügy során először egy szabálysértési eljárás indult (ezt megszüntette a hatóság), majd büntetőeljárás indult szerzői jogok megsértése miatt (amely szintén megszüntetésre került bűncselekmény hiányában), végül tulajdonjog megsértésére hivatkozva indított polgári pert az OSZK. Első fokon a könyvtárnak adtak igazat, de a fellebbezés során megegyezés született 2006-ban: az NKE nem ismerte el a jogsértést, de azt igen, hogy a kiadásához nem kért engedélyt, az NKE vállalta a per költségeit, míg az OSZK minden követeléséről lemondott.

## Tartalma

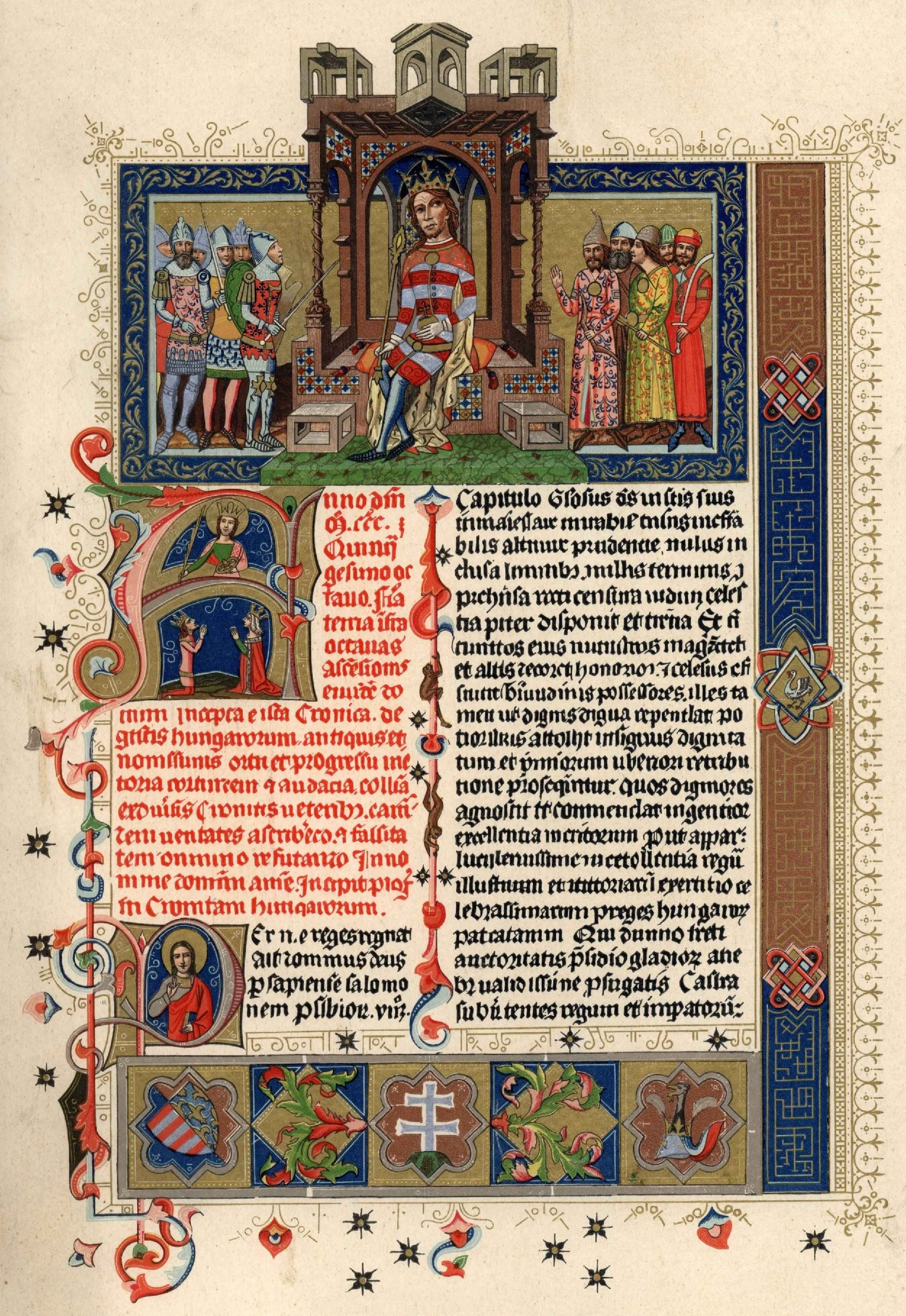
A krónika első oldala

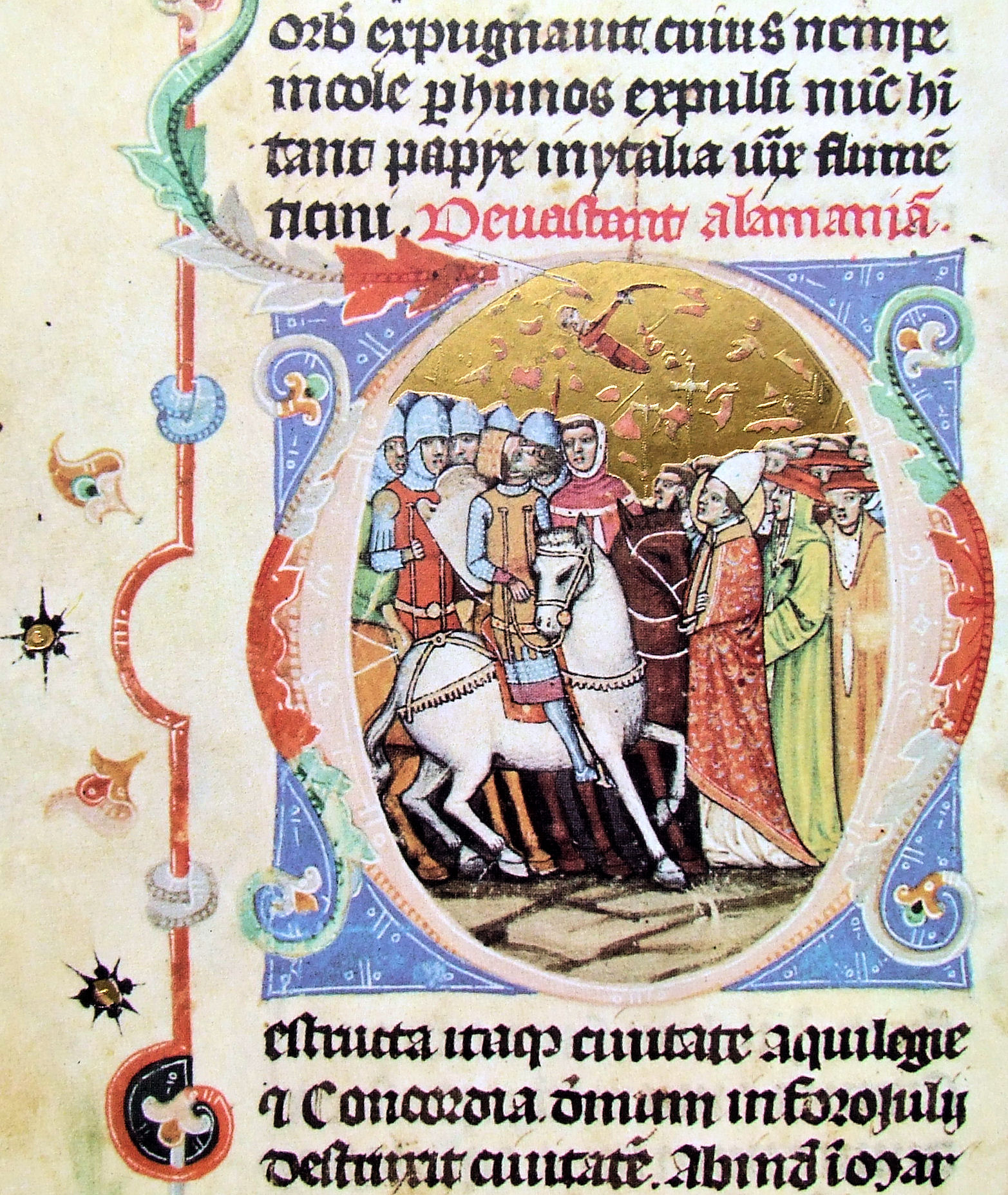
Attila és Leó pápa

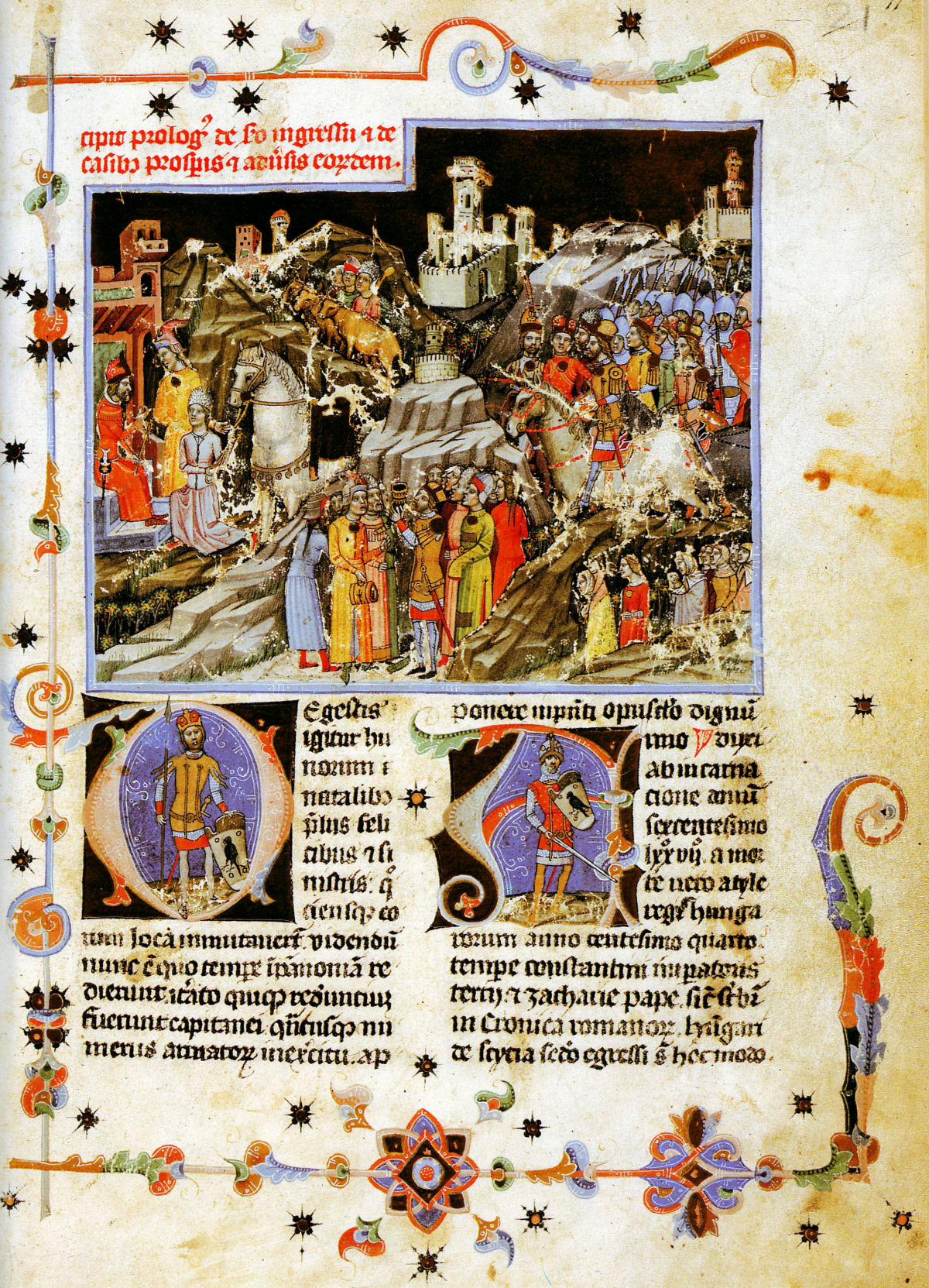
A Képes krónika 21. lapja. A felső nagy miniatúra a magyarok bejövetelét Pannóniába, a "D" iniciálé bizonytalan, hogy Elődöt, vagy Árpádot, az "A" iniciálé szintén bizonytalan, hogy Álmost, vagy Árpádot ábrázolja

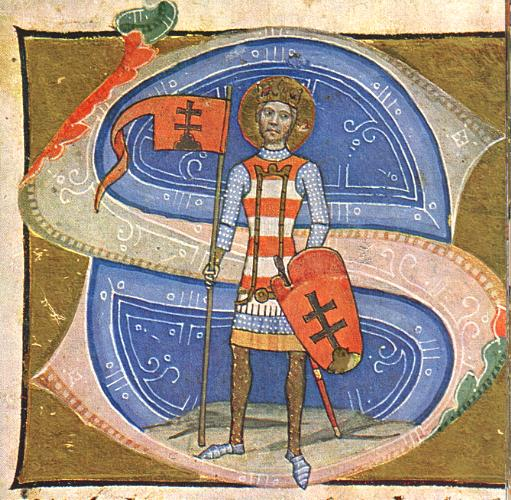
Szent István király

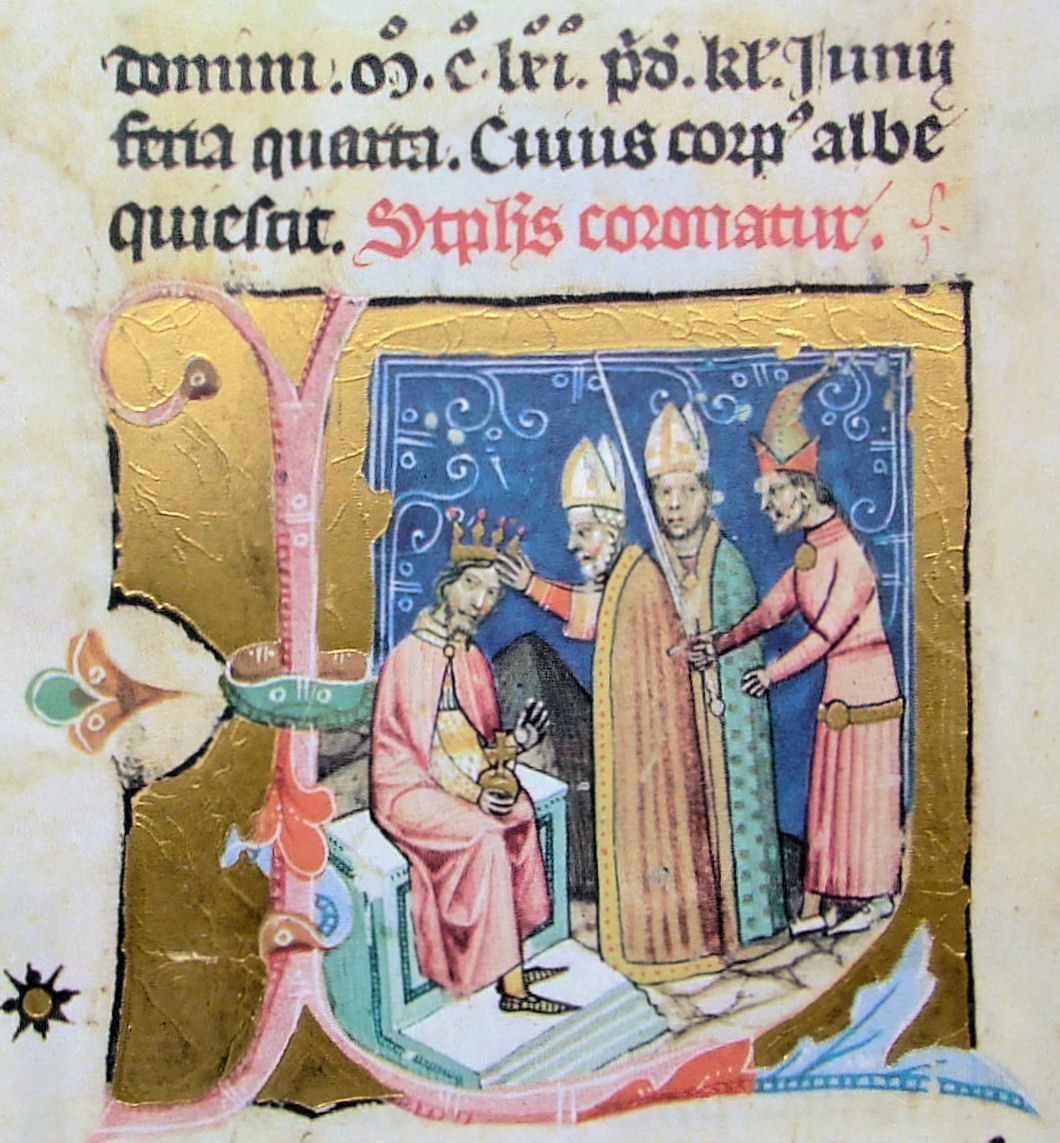
III. István megkoronázása

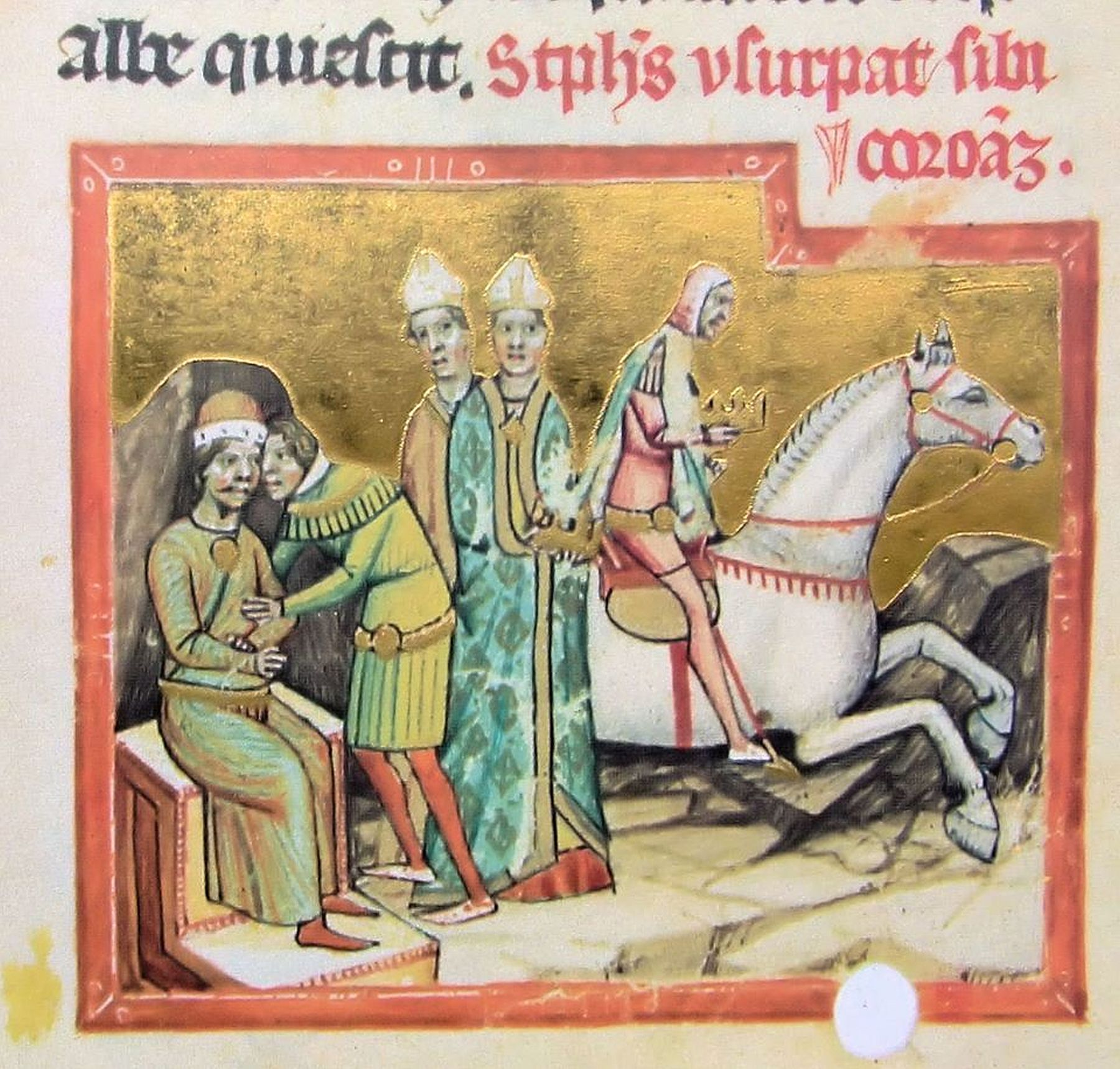
A korona elrablása

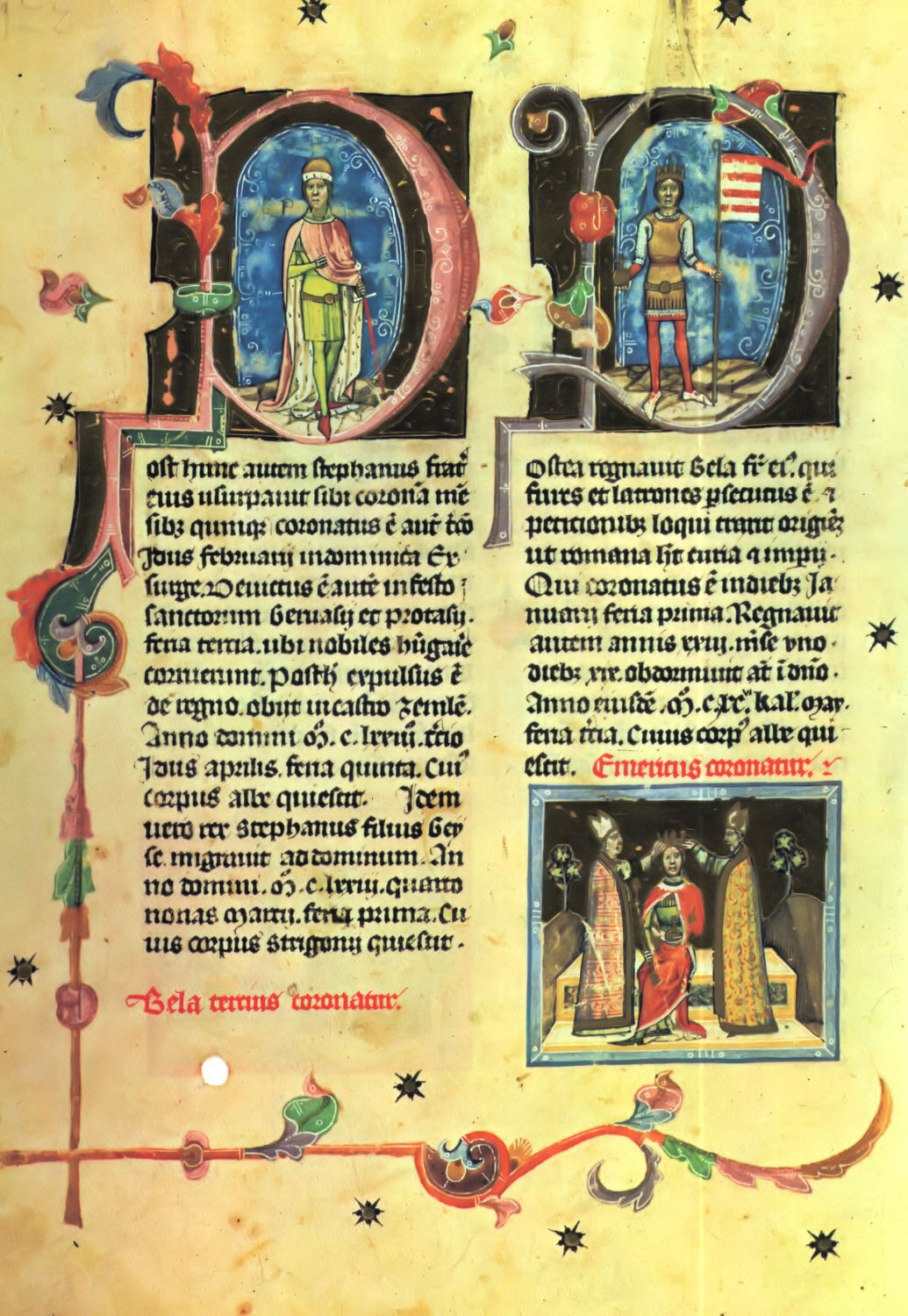
Magyar királyok: IV. István (balra), III. Béla (fent jobbra), Imre (lent)

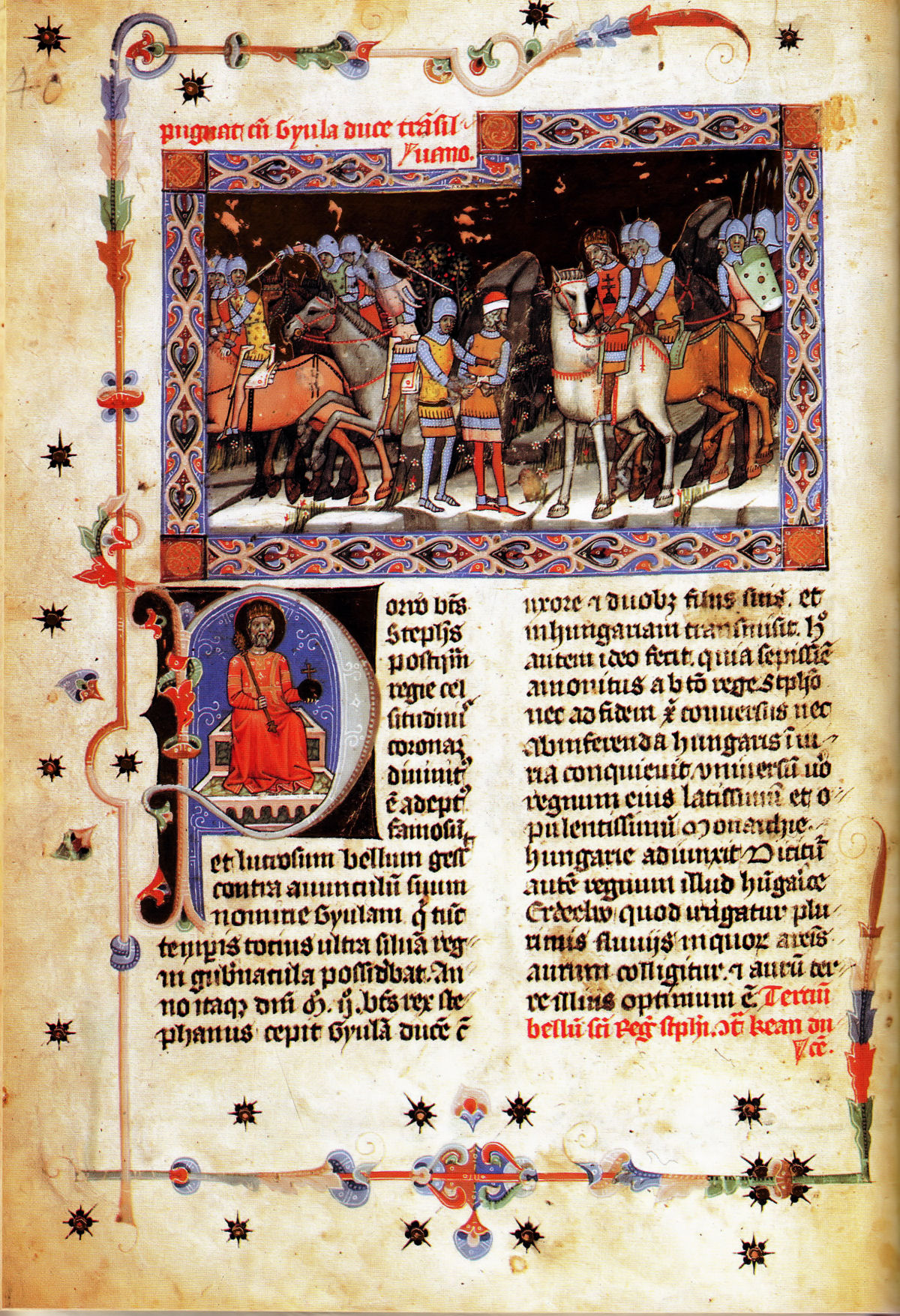
A Képes krónika 40. lapja. A felső miniatúra Gyula elfogását, a "P" iniciálé István királyt ábrázolja

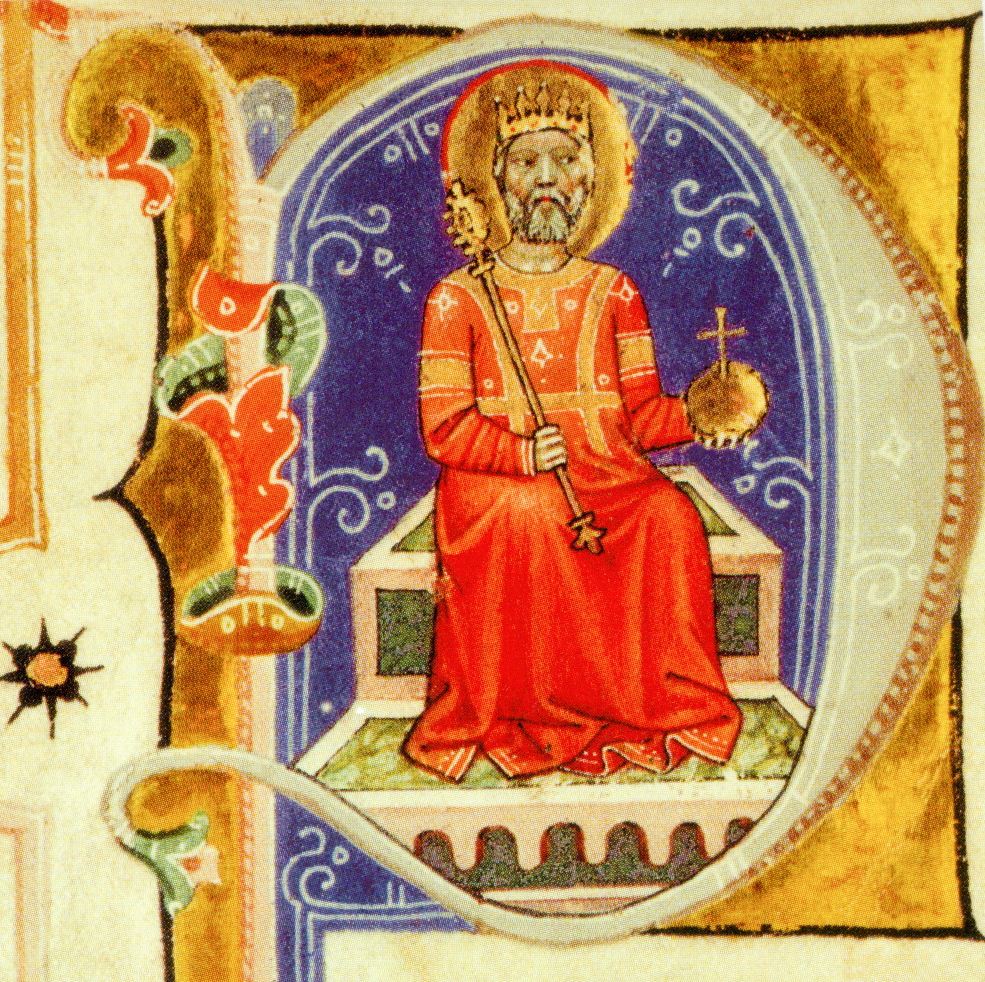
Szent István király trónon, koronával (kiemelve a "P" iniciáléban)

„Az Úr 1358. esztendejében, áldozócsütörtök nyolcadába eső kedden kezdtem ezt a krónikát a magyarok régi és legújabb cselekedeteiről, származásáról és…” (azaz 1358. május 15-én.)
Ezekkel a szavakkal kezdődik a Képes krónika, amely Nagy Lajos uralkodása alatt, 1360 körül készült, és Károly Róbert koráig követi a magyar történelem eseményeit. Az előbeszédben a krónika írója megállapítja, hogy „a magyarok is, mint a világ más nemzetei, eredetöket férfitól és asszonytól vették.”
Kiemelten tárgyalja a lovagkirályok mintaképének tekintett Szent László király (Nagy Lajos király példaképe) életét és uralkodását.

## Díszítései
147 miniatúra díszíti: tíz nagyobb kép az írástükör, huszonkilenc a hasáb szélességében, négy kisebb a lap alján, kerek medalionformában, 99 iniciáléba foglalva és 5 iniciálé kép nélkül. Ezenkívül 82 lapon található lapszéldísz. A fejezetcímeket és a kezdősorokat rubrummal emelték ki. Illuminátora feltehetően Hertul fia, Miklós volt.

## Története
Szövegét öt középkori kódex őrizte meg, ám egyik sem jutott el az 1350-es évekig.
- A Béldi-kódexben fennmaradt szöveg akkor szakad meg mondat közben, amikor Zách Felicián a királyi család ellen merényletet kísérelt meg (1330 tavasza).
- A Teleki- és a Csepreghy-kódexekben a havaselvei hadjárat (1330 ősze) leírásánál a sor és mondat közepén szintén megszakad a szöveg.
- A Thuróczi-kódexben közölt szöveg nagyon szűkszavúan eljut 1342-ig, és I. Lajos koronázása után ér véget.

Maga a Képes krónika nyilván reprezentációs céllal készült, de befejezetlen maradt. Nem csak a szöveg, de az illusztráció is: több, képnek kihagyott hely kifestetlen maradt. Némelyek feltételezték, hogy Nagy Lajos Katalin nevű lánya és Valois Károly francia trónörökös eljegyzésére szánták ajándéknak. Ennek ellentmond, hogy a címlapon nem látható a lengyel címer, pedig Lajos 1370-től lengyel király is volt, és Katalin is ebben az évben született. Ráadásul a Teleki-kódex bejegyzése szerint a krónikát 1462-ben másolták egy pompás kódexből, amelyet a francia király ajándékozott Brankovics György szerb despotának (egyben magyar mágnásnak). Vannak, akik valószínűsítik, hogy ez nem azonos az ismert Képes krónikával, hanem egy másik illusztrált példány volt, amely elveszett.
A műnek a 15. század második felében mégis Magyarországon kellett lennie. Ezt bizonyítja Vitéz János (kb. 1408–1472) humanista tudós, bíboros, esztergomi érsek több, saját kezű bejegyzése. De ebből másolták 1479 után a Dubnici krónika első hét fejezetét is. További 15. és 16. századi jegyzetek is vannak benne magyar és latin nyelven, sőt három helyen török írással, magyar nyelven. A bécsi Udvari Könyvtár katalógusában a 17. század első harmadában szerepelt először.

## Szerzője
Szerzője valószínűleg Kálti Márk, aki a Veszprém vármegyei Kált birtokáról kapta a nevét. Márk 1342-ben a budai Váralja plébánosa lett, 1352-ben a királyi levéltár őre, 1354-ben szerémi prépost, 1358-ban a székesfehérvári egyház őrkanonokja. Kálti Márk szerzősége mellett foglaltak állást: Toldy Ferenc, Jakubovich Emil, Kardos Tibor, Kristó Gyula és mások. Nem fogadták el a szerzőségét: Erdélyi László Gyula, Karsai Géza stb.
Anjou királyainkat egy festő család három generációja szolgálta. A nagyapa, Hertul, talán Nápolyból behívott olasz mester volt, és Károly Róbertnek dolgozott. Az apa, Miklós, I. Lajos király szolgálatában állott. Ő 1373-ban már nem élt, fia, Miklós, pedig ekkor még kiskorú volt, viszont 1385-ben már ő sem élt. Számosan a család második nemzedékébe tartozó Miklósban látják a Képes krónika festőjét – ők felteszik, hogy a festést az 1360-as évek elején vagy esetleg az írással szorosan együtt, azaz az 1350-es évek végén kezdte el.

## A Képes krónika utóélete
A Képes krónika kódexének további történetében is sok a bizonytalanság. Mutatnak nyomok arra, hogy a kódex 1419-ben is Magyarországon volt. A nagy értékű kódex Franciaországba került, ahonnan VII. Károly francia király (1422–1461) adományaként jutott a „despota”, azaz Brankovics György szerb fejedelem (1427–1456) tulajdonába. Abból a körülményből, hogy magyar vonatkozású török glosszák olvashatók benne, a kutatók arra következtettek, hogy a 15. század vége és a 17. század eleje között a kódex egy törökül igen jól tudó magyar ember tulajdonában volt.
Utóbb Bécsbe került; mindenesetre Sebastian Tengnagel az udvari könyvtár kéziratairól 1608–1636 között összeállított katalógusában már említi azt. Hosszú évszázadokig Bécsben őrizték, innen ered az elvétve még ma is használatos (régebben általánosabban elterjedt) Bécsi Képes krónika elnevezés.
Nemzeti kultúránk és történelmünk e felbecsülhetetlenül becses emléke az 1932. évi velencei egyezmény keretében került vissza Magyarországra. 1964-ben napvilágot látott remekbe szabott hasonmás kiadása, és ezzel széles körben megnyílt a kutatás lehetősége. Kutatni való még temérdek van: számos a fehér folt a krónika szövegtörténetén és a kódex históriáján. Ezek eltüntetése a jövendő történész, irodalomtörténész, művészettörténész, könyvtörténész stb. kutatóinak feladata.

## Magyar nyelvű kiadások
(nem teljes felsorolás)
- szerk.: Tarján Tamás: Képes Krónika – A magyarok régi és legújabb tetteiről, eredetükről és növekedésükről, diadalaikról és bátorságukról, (ford.:) Geréb László, Magyar Hírlap és Maecenas (1993). ISBN 963-8164-07-7, Magyar Elektronikus Könyvtár
- Képes Krónika (Szerkesztette Dr. Bittsánszky Géza, Szabó Károly 1867-es fordítása felhasználásával), web.archive.org
- A Bécsi Képes Krónika. Szemelvények; ford., bev. Madzsar Imre; Lampel, Bp., 1900 (Magyar könyvtár)
- Képes krónika. Kálti Márk krónikája a magyarok tetteiről; ford., jegyz. Geréb László, bev. Kardos Tibor, művészettörténeti tan., képvál. Berkovits Ilona; Magyar Helikon, Bp., 1959 (Monumenta Hungarica)
- Képes Krónika. A magyarok régi és legújabb tetteiről, eredetükről és növekedésükről, diadalaikról és bátorságukról. 1358; ford. Geréb László; Magyar Helikon–Európa, Bp., 1971
- Képes krónika; tan. Dercsényi Dezső, Kristó Gyula, Csapodiné Gárdonyi Klára, jegyz. Kristó Gyula, ford. Bellus Ibolya; Európa, Bp., 1986 (Pro memoria)
- Képes krónika. A magyarok régi és legújabb tetteiről, eredetükről és növekedésükről, diadalaikról és bátorságukról; ford. Geréb László; M. Hírlap–Maecenas, Bp., 1993 (Heti klasszikusok)
- Képes krónika; ford. Bollók János, utószó, függelék, irodalomjegyzék Szovák Kornél, jegyz. Szovák Kornél, Veszprémy László; Osiris, Bp., 2004 (Millenniumi magyar történelem. Források)

## Egyéb krónikák
- Kézai Simon Magyar Krónika (Gesta Hungarorum vagy Gesta Hunnorum et Hungarorum) Fordította Szabó Károly (mek.oszk.hu)
- ANONYMUS (Gesta Hungarorum) Fordította: Pais Dezső (mek.oszk.hu)